# Forrest Tucker
Forrest Tucker (Plainfield, 12 febbraio 1919 – Los Angeles, 25 ottobre 1986) è stato un attore statunitense.

## Biografia

### Il debutto
Figlio di Forrest A. Tucker e di Doris Heringlake, iniziò la sua carriera artistica nel 1933, all'età di 14 anni, presso la Chicago World's Fair. Trasferitosi con la famiglia a Washington, ottenne un ingaggio all'Old Gaiety Burlesque Theater, ma l'impegno fu di breve durata in quanto la direzione del teatro scoprì che il giovane Forrest era ancora minorenne.
Arruolatosi in cavalleria, Tucker mentì ancora una volta sulla propria età: dopo un periodo a Fort Myer in Virginia, fu nuovamente scoperto e ritornò così al suo impiego all'Old Gaiety, non prima di aver compiuto i 18 anni.
Nel 1939 si trasferì in California e ottenne delle audizioni a Hollywood: il suo primo ruolo fu quello di Wade Harper nel western L'uomo del West (1940), diretto da William Wyler e interpretato da Gary Cooper. Questo debutto gli consentì di ottenere un contratto con la Columbia Pictures. Tuttavia, dopo pochi ruoli di secondo piano, Tucker lasciò temporaneamente la carriera per prestare servizio militare durante la seconda guerra mondiale.

### La carriera nel cinema
Terminato il conflitto, rientrò a Hollywood e fu subito scritturato per il film Il cucciolo (1946), di Clarence Brown, interpretato da Gregory Peck, Jane Wyman e dal giovane Claude Jarman Jr..
Nel 1948 passò alla casa produttrice Republic Pictures, dove ottenne un ruolo nel dramma bellico Iwo Jima, deserto di fuoco (1949), accanto a John Wayne. Negli anni successivi si distinse come attore caratterista, lavorando per la Republic in numerosi film western, generalmente a basso costo, diretti da registi specializzati nel genere. Il suo fisico massiccio lo destinò a ruoli prevalentemente di comprimario, con caratterizzazioni spesso negative, quale antagonista dell'eroe.
In alcune occasioni Tucker affrontò altri generi, come nei fantascientifici Il mostruoso uomo delle nevi (1957) di Val Guest, e I mostri delle rocce atomiche (1958), e soprattutto nella commedia La signora mia zia (1958), in cui rivelò inaspettate doti di interprete brillante, nel ruolo di Beauregard Burnside, il primo dei mariti della protagonista Mame (Rosalind Russell).

### La televisione
Nella seconda metà degli anni cinquanta iniziò a lavorare per la televisione, con apparizioni in episodi di serie quali Il dottor Kildare, Gli uomini della prateria, Il virginiano, Gunsmoke (dal 1965 al 1972), fino al suo ruolo televisivo più celebre, quello del sergente Morgan O'Rourke in I forti di Forte Coraggio, interpretato per la ABC dal 1965 al 1967. Nel 1975 ha interpretato Jack Kong nella unica stagione di The Ghost Busters che ha ispirato la serie animata Filmation anni '80 Ghostbusters.
È da ricordare anche la sua parentesi teatrale alla fine degli anni cinquanta nel musical The Music Man, in cui interpretò il ruolo del protagonista, il professor Harold Hill, in una tournée presso lo Shubert Theatre di Chicago, durata 56 settimane consecutive. 
Salvo sporadici ritorni al cinema, come nel western Chisum (1970), accanto a John Wayne, Tucker continuò la sua attività televisiva per tutti gli anni settanta e oltre, quale guest star in serie tra cui sono da ricordare Ironside (1970), Bonanza (1971), Colombo (1972), Marcus Welby (1974), La casa nella prateria (1975), Kojak (1976), Ellery Queen (1976), La donna bionica (1976), S.W.A.T. - Squadra speciale anticrimine (1976), Pepper Anderson agente speciale (1978), Fantasilandia (1979-1981), Love Boat (1980-1983), La signora in giallo (1984).

### Vita privata
Forrest Tucker si sposò quattro volte:
- con Sandra Jolley dal 1940 al 1950;
- con Marilyn Johnson dal 1951 al 1960 (anno della morte di lei): dall'unione nacque la figlia Pamela;
- con Marilyn Fisk dal 1961 al 1985: da questo matrimonio nacquero Cindy e Forrest Sean;
- con Sheila Forbes che sposò nel 1986, pochi mesi prima di morire all'età di 67 anni per un cancro ai polmoni.

È sepolto nel Forest Lawn Memorial Park di Hollywood Hills, California.

## Filmografia

### Cinema
- L'uomo del West (The Westerner), regia di William Wyler (1940)
- Il segreto del p22 (Emergency Landing), regia di William Beaudine (1941)
- L'incompiuta (New Wine), regia di Reinhold Schünzel (1941)
- Honolulu Lu, regia di Charles Barton (1941)
- Shut My Big Mouth, regia di Charles Barton (1942)
- Canal Zone, regia di Lew Landers (1942)
- Di corsa dietro un cuore (Tramp, Tramp, Tramp), regia di Charles Barton (1942)
- Submarine Raider, regia di Lew Landers (1942)
- Parachute Nurse, regia di Charles Barton (1942)
- Counter-Espionage, regia di Edward Dmytryk (1942)
- Mia sorella Evelina (My Sister Eileen), regia di Alexander Hall (1942) (non accreditato)
- The Spirit of Stanford, regia di Charles Barton - non accreditato (1942)
- Boston Blackie Goes Hollywood, regia di Michael Gordon (1942)
- Prigioniera di un segreto (Keeper of the Flame), regia di George Cukor (1942)
- Talk About a Lady, regia di George Sherman (1946)
- The Man Who Dared, regia di John Sturges (1946)
- I rinnegati (Renegades), regia di George Sherman (1946)
- Dangerous Business, regia di D. Ross Lederman (1946)
- Preferisco mio marito (Never Say Goodbye), regia di James V. Kern (1946)
- Il cucciolo (The Yearling), regia di Clarence Brown (1946)
- I bandoleros (Gunfighters), regia di George Waggner (1947)
- La diligenza di Silverado (Adventures in Silverado), regia di Phil Karlson (1948)
- Il pugnale del bianco (Coroner Creek), regia di Ray Enright (1948)
- Speroni e calze di seta (Two Guys from Texas), regia di David Butler (1948)
- I rapinatori (The Plunderers), regia di Joseph Kane (1948)
- The Last Bandit, regia di Joseph Kane (1949)
- La montagna rossa (The Big Cat), regia di Phil Karlson (1949)
- L'inferno di fuoco (Hellfire), regia di R.G. Springsteen (1949)
- Il grande agguato (Brimstone), regia di Joseph Kane (1949)
- Iwo Jima, deserto di fuoco (Sands of Iwo Jima), regia di Allan Dwan (1949)
- L'uomo del Nevada (The Nevadan), regia di Gordon Douglas (1950)
- Frecce avvelenate (Rock Island Trail), regia di Joseph Kane (1950)
- Il sentiero degli Apaches (California Passage), regia di Joseph Kane (1950)
- I lancieri del Dakota (Oh! Susanna), regia di Joseph Kane (1950)
- La legge del mare (Fighting Coast Guard), regia di Joseph Kane (1951)
- Sentiero di guerra (Warpath), regia di Byron Haskin (1951)
- Nagasaki (The Wild Blue Yonder), regia di Allan Dwan (1951)
- La cavalcata dei diavoli rossi (Flaming Feather), regia di Ray Enright (1952)
- Squilli al tramonto (Bugles in the Afternoon), regia di Roy Rowland (1952)
- L'impero dei gangster (Hoodlum Empire), regia di Joseph Kane (1952)
- I pirati della Croce del Sud (Hurricane Smith), regia di Jerry Hopper (1952)
- La regina dei desperados (Montana Belle), regia di Allan Dwan (1952)
- La valle dei bruti (Ride the Man Down), regia di Joseph Kane (1952)
- I pascoli d'oro (San Antone), regia di Joseph Kane (1953)
- Pony Express, regia di Jerry Hopper (1953)
- Riso tragico (Laughing Anne), regia di Herbert Wilcox (1953)
- Operazione Corea (Flight Nurse), regia di Allan Dwan (1953)
- La grande carovana (Jubilee Trail), regia di Joseph Kane (1954)
- Il tiranno di Glen (Trouble in the Glen), regia di Herbert Wilcox (1954)
- Interpol Agente Z3 (Break in the Circle), regia di Val Guest (1955)
- L'agente speciale Pinkerton (Rage at Dawn), regia di Tim Whelan (1955)
- Tenebrosa avventura (Finger Man), regia di Harold D. Schuster (1955)
- Night Freight, regia di Jean Yarbrough (1955)
- Sakiss, vendetta indiana (The Vanishing American), regia di Joseph Kane (1955)
- Paris Follies of 1956, regia di Leslie Goodwins (1956)
- Ostaggi dei banditi (Stagecoach to Fury), regia di William F. Claxton (1956)
- I violenti (Three Violent People), regia di Rudolph Maté (1956)
- Una pistola tranquilla (The Quiet Gun), regia di William F. Claxton (1957)
- Il mostruoso uomo delle nevi (The Abominable Snowman), regia di Val Guest (1957)
- Il riscatto degli indiani (The Deerslayer), regia di Kurt Neumann (1957)
- The Strange World of Planet X, regia di Gilbert Gunn (1957)
- Il forte del massacro (Fort Massacre), regia di Joseph M. Newman (1958)
- Girl in the Woods, regia di Tom Gries (1958)
- I mostri delle rocce atomiche (The Trollenberg Terror), regia di Quentin Lawrence (1958)
- Pistole calde a Tucson (Gunsmoke in Tucson), regia di Thomas Carr (1958)
- La signora mia zia (Auntie Mame), regia di Morton DaCosta (1958)
- Counterplot, regia di Kurt Neumann (1959)
- Don't Worry, We'll Think of a Title, regia di Harmon Jones (1966)
- Quella notte inventarono lo spogliarello (The Night They Raided Minsky's), regia di William Friedkin (1968)
- Chisum, regia di Andrew V. McLaglen (1970)
- Barquero, regia di Gordon Douglas (1970)
- Prenotazione annullata (Cancel My Reservation), regia di Paul Bogart (1972)
- The Wild McCullochs, regia di Max Baer Jr. (1975)
- Final Chapter: Walking Tall, regia di Jack Starrett (1977)
- A Rare Breed, regia di David Nelson (1984)
- Thunder Run, regia di Gary Hudson (1986)

### Televisione
- Schlitz Playhouse of Stars – serie TV, 1 episodio (1954)
- Crunch and Des – serie TV, 39 episodi (1955-1956)
- Appointment with Adventure – serie TV, 1 episodio (1956)
- Robert Montgomery Presents – serie TV, 1 episodio (1956)
- General Electric Summer Originals – serie TV, 1 episodio (1956)
- The Kaiser Aluminum Hour – serie TV, episodio 1x13 (1957)
- The Ford Television Theatre – serie TV, 1 episodio (1957)
- Lux Video Theatre – serie TV, 2 episodi (1956-1957)
- Climax! – serie TV, episodio 3x43 (1957)
- General Electric Theater – serie TV, episodio 6x27 (1958)
- Carovane verso il West (Wagon Train) – serie TV, 1 episodio (1958)
- The Wide Country – serie TV, episodio 1x18 (1963)
- The Red Skelton Show – serie TV, 2 episodi (1957-1963)
- Il dottor Kildare (Dr. Kildare) – serie TV, 1 episodio (1963)
- Channing – serie TV, 1 episodio (1963)
- Gli uomini della prateria (Rawhide) – serie TV, episodio 6x11 (1963)
- Death Valley Days – serie TV, 1 episodio (1963)
- La legge di Burke (Burke's Law) – serie TV, episodio 1x31 (1964)
- Il virginiano (The Virginian) – serie TV, episodio 3x18 (1965)
- Slattery's People – serie TV, 1 episodio (1965)
- I forti di Forte Coraggio (F Troop) – serie TV, 65 episodi (1965-1967)
- Hondo – serie TV, episodio 1x09 (1967)
- Disneyland – serie TV, 2 episodi (1967)
- Daniel Boone – serie TV, 2 episodi (1967-1968)
- Bracken's World – serie TV, 1 episodio (1970)
- Ironside – serie TV, 1 episodio (1970)
- Due onesti fuorilegge (Alias Smith and Jones) – serie TV, 1 episodio (1971)
- Reporter alla ribalta (The Name of the Game) – serie TV, 1 episodio (1971)
- Love, American Style – serie TV, 2 episodi (1970-1971)
- Medical Center – serie TV, 2 episodi (1970-1971)
- Mistero in galleria (Night Gallery) – serie TV, 1 episodio (1971)
- Lo sceriffo del sud (Cade's County) – serie TV, 1 episodio (1971)
- Bonanza – serie TV, episodio 13x14 (1971)
- Norman Corwin Presents – serie TV, 1 episodio (1972)
- Gunsmoke – serie TV, 6 episodi (1965-1972)
- Colombo (Columbo) – serie TV, episodio 1x11 (1972)
- Riuscirà la nostra carovana di eroi... (Dusty's Trail) – serie TV, 26 episodi (1973-1974)
- Marcus Welby (Marcus Welby, M.D.) – serie TV, 1 episodio (1974)
- La casa nella prateria (Little House on the Prairie) – serie TV, episodio 1x24 (1975)
- The Ghost Busters – serie TV, 15 episodi (1975)
- Kojak – serie TV, 1 episodio (1976)
- S.W.A.T. – serie TV, 2 episodi (1976)
- Ellery Queen – serie TV, episodio 1x18 (1976)
- La donna bionica (The Bionic Woman) – serie TV, 1 episodio (1976)
- Grizzly Adams (The Life and Times of Grizzly Adams) – serie TV, 1 episodio (1977)
- Black Beauty – serie TV, 1 episodio (1978)
- Pepper Anderson agente speciale (Police Woman) – serie TV, 1 episodio (1978)
- Alice – serie TV, 1 episodio (1979)
- Flo – serie TV, 2 episodi (1980)
- Fantasilandia (Fantasy Island) – serie TV, 2 episodi (1979-1981)
- Matt Houston – serie TV, 1 episodio (1982)
- Lo zio d'America (Filthy Rich) – serie TV, 2 episodi (1982)
- Love Boat (The Love Boat) – serie TV, 3 episodi (1980-1983)
- La signora in giallo (Murder, She Wrote) – serie TV, episodio 1x04 (1984)
- Ghostbusters – serie TV, 1 episodio (1986)

## Doppiatori italiani
Nelle versioni in italiano dei suoi film, Forrest Tucker è stato doppiato da: 
- Giorgio Capecchi in Iwo Jima deserto di fuoco, I pirati della Croce del Sud, Pony Express, L'agente speciale Pinkerton, L'uomo del Nevada
- Giulio Panicali in I rapinatori, Frecce avvelenate, Il sentiero degli Apaches, I lancieri del Dakota
- Emilio Cigoli in L'uomo del West, La signora mia zia, Squilli al tramonto, Operazione Corea
- Mario Pisu in La grande carovana, Il forte del massacro
- Gualtiero De Angelis in I violenti
- Bruno Persa in Il cucciolo
- Vittorio Sanipoli in Il mostruoso uomo delle nevi
- Roberto Bertea in I forti di Forte Coraggio
- Dario Penne in Il tenente Kojak
- Gil Baroni in I cacciatori del tempo